# Zimske olimpijske igre 1998
Zimske olimpijske igre 1998 (uradno XVIII. zimske olimpijske igre) so bile zimske olimpijske igre, ki so potekale leta 1998 v Naganu na Japonskem. Druge kandidatke za gostitev teh olimpijskih iger so bile: Dolina Aoste, Italija; Jaca, Španija; Östersund, Švedska in Salt Lake City, Utah, ZDA. Izbor gostiteljice je potekal v Birminghamu, Združeno kraljestvo leta 1991. Prvič v zgodovini olimpijskih iger so potekala tekmovanja v deskanju na snegu, vrnila so se tekmovanja v curlingu, tokrat v moških in ženskih ekipah, prvič so dovolili igrati hokejistom iz profesionalne NHL lige in prvič so se predstavila tekmovanja v ženskem hokeju.

## Maskota
Maskote olimpijskih iger v Naganu so bile snowlets, štiri sove, fantka Nokki in Lekki ter deklici Sukki in Tsukki. Skupaj simobilizirajo mir, dobrohotnost človeštvu in harmonijo narave. Ime je sestavljeno iz besede snow (sneg) in lets, ki ponazarja slogan "calls on everyone to join in the fun" (kliče vsakakogar, da se pridruži zabavi). Imena sov so bila izbrana iz 47.484 predlogov, ki so bili poslani iz celotne Japonske.

## Prizorišča
- Nagano
  - M-Wave - hitrostno drsanje
  - White Ring - umetnostno drsanje in hitrostno drsanje na kratke proge
  - Big Hat - hokej na ledu
  - Aqua Wing Arena - hokej na ledu

- Hakuba
  - Snow Harp Hakuba - smučarski teki
  - Hakuba Ski Jumping Stadium - smučarski skoki

- Iizuna kogen
  - Mt. Iizuna - akrobatsko smučanje, bob in sankanje

- Karuizawa
  - Kazakoshi Park Arena - curling

- Nozawa Onsen - biatlon

- Yamanouchi
  - Mt. Yakebitai - alpsko smučanje in deskanje na snegu in

## Olimpijske discipline
| - Akrobatsko smučanje - Alpsko smučanje - Biatlon - Bob - Curling - Deskanje na snegu - Hitrostno drsanje |  | - Hitrostno drsanje na kratke proge - Hokej na ledu - Nordijska kombinacija - Sankanje - Smučarski skoki - Smučarski teki - Umetnostno drsanje |

## Rezultati
(poudarjena je gostiteljska država)
| XVIII. zimske olimpijske igre                    |              |       |        |      |        |
| Mesto                                            | Država       | Zlato | Srebro | Bron | Skupaj |
| 1                                                | Nemčija      | 12    | 9      | 8    | 29     |
| 2                                                | Norveška     | 10    | 10     | 5    | 25     |
| 3                                                | Rusija       | 9     | 6      | 3    | 18     |
| 4                                                | Kanada       | 6     | 5      | 4    | 15     |
| 5                                                | ZDA          | 6     | 3      | 4    | 13     |
| 6                                                | Nizozemska   | 5     | 4      | 2    | 11     |
| 7                                                | Japonska     | 5     | 1      | 4    | 10     |
| 8                                                | Avstrija     | 3     | 5      | 9    | 17     |
| 9                                                | Južna Koreja | 3     | 1      | 2    | 6      |
| 10                                               | Italija      | 2     | 6      | 2    | 10     |
| Več: medalje na XVIII. zimskih olimpijskih igrah |              |       |        |      |        |

### Športniki z največ zlatimi medaljami
- Bjørn Dæhlie ( Norveška, smučarski teki): 3 zlate medalje
- Larisa Lazutina ( Rusija, smučarski teki): 3 zlate medalje

### Športniki z največ medaljami
- Larisa Lazutina ( Rusija, smučarski teki): 5 medalj (3 zlata, 1 srebro, 1 bron)
- Bjørn Dæhlie ( Norveška, smučarski teki): 4 medalje (3 zlata ,1 srebro)

### Slovenski športniki uvrščeni med deseterico
- Primož Peterka (smučarski skoki): 5. mesto (velika skakalnica), 6. mesto (srednja skakalnica)
- Andreja Grašič (biatlon): 5. mesto (15 km posamično)
- Jure Košir (alpsko smučanje): 5. mesto (veleslalom)
- Aleš Brezavšček (alpsko smučanje): 7. mesto (kombinacija)
- Peter Pen (alpsko smučanje): 8. mesto (kombinacija)
- Andreja Grašič, Lucija Larisi, Matejka Mohorič, Tadeja Brankovič (biatlon): 9. mesto (4 x 7,5 km štafeta)
- Blaž Vrhovnik, Peter Žonta, Primož Peterka, Miha Rihtar (smučarski skoki): 10. mesto (ekipno)

## Koledar dogodkov
Dogodki so vpisani na dan dogajanja po japonskem času (JST, UTC+9).
| ● | Otvoritvena/zaključna slovesnost | ● | Kvalifikacijsko tekmovanje | ● | Finalno tekmovanje | ● | Ekshibicijska gala |

| Februar                           | 7. | 8. | 9. | 10. | 11. | 12. | 13. | 14. | 15. | 16. | 17. | 18. | 19. | 20. | 21. | 22. |
| --------------------------------- | -- | -- | -- | --- | --- | --- | --- | --- | --- | --- | --- | --- | --- | --- | --- | --- |
| Slovesnosti                       | ●  |    |    |     |     |     |     |     |     |     |     |     |     |     |     | ●   |
| Akrobatsko smučanje               |    | ●  |    |     | ●   |     |     |     |     | ●   |     | ●   |     |     |     |     |
| Alpsko smučanje                   |    | ●  |    | ●   |     |     | ●   |     |     | ●   | ●   |     | ●   | ●   | ●   |     |
| Biatlon                           |    |    | ●  |     | ●   |     |     |     | ●   |     | ●   |     | ●   |     | ●   |     |
| Bob                               |    |    |    |     |     |     |     | ●   | ●   |     |     |     |     | ●   | ●   |     |
| Curling                           |    |    |    |     |     |     |     | ●   | ●   |     |     |     |     |     |     |     |
| Deskanje na snegu                 |    | ●  | ●  |     |     | ●   |     |     |     |     |     |     |     |     |     |     |
| Hitrostno drsanje                 |    | ●  | ●  | ●   | ●   | ●   | ●   | ●   | ●   | ●   | ●   |     | ●   | ●   |     |     |
| Hitrostno drsanje na kratke proge |    |    |    |     |     |     |     |     |     |     | ●   |     | ●   |     | ●   |     |
| Hokej na ledu                     |    |    |    |     |     |     |     |     |     |     |     | ●   |     |     | ●   | ●   |
| Nordijska kombinacija             |    |    |    |     |     |     | ●   | ●   |     |     |     |     | ●   | ●   |     |     |
| Sankanje                          |    | ●  | ●  | ●   | ●   |     | ●   |     |     |     |     |     |     |     |     |     |
| Smučarski skoki                   |    |    |    |     | ●   |     |     |     | ●   |     | ●   |     |     |     |     |     |
| Smučarski teki                    |    | ●  | ●  | ●   |     | ●   |     | ●   |     | ●   |     | ●   |     | ●   |     | ●   |
| Umetnostno drsanje                |    | ●  |    | ●   |     | ●   | ●   | ●   | ●   | ●   |     | ●   |     | ●   |     |     |
| Februar                           | 7. | 8. | 9. | 10. | 11. | 12. | 13. | 14. | 15. | 16. | 17. | 18. | 19. | 20. | 21. | 22. |

## Dogodki
Prvič v zgodovini olimpijskih iger se je predstavilo deskanje na snegu, v hokeju na ledu so prvič zaigrale ženske ekipe in hokejisti iz profesionalne NHL lige. Vrnil se je curling, ki je nazadnje, kot nedemonstracijska disciplina, bil na I. zimskih olimpijskih igrah.
Norvežan Björn Dählie je v smučarskih tekih osvojil 3 zlate medalje in postal prvi športnik, ki je v karieri osvojil 8 zlatih ter skupno 12 medalj na zimskih olimpijskih igrah, v ženskih tekmovanjih je Rusinja Larisa Lazutina osvojila medaljo v vseh petih disciplinah, in sicer 3 zlata, 1 srebro in 1 bron.
V alpskem smučanju si je Avstrijec Hermann Maier, po grdem padcu v smuku, opomogel in osvojil zlato v vele in super veleslalomu. Nemka Katja Seizinger je osvojila zlato v smuku in kombinaciji.
V ženskem delu umetnostnega drsanja sta blesteli ameriški najstnici Tara Lipinski in Michelle Kwan. Zmagovalka na januarskem svetovnem prvenstvu 17 letna Michelle Kwan, je po vodstvu v kratkem programu za pol točke po prostem programu zaostala za 15 letno Taro Lipinksi, ki je postala najmlajša olimpijska posamična zmagovalka, prejšnja je bila Sonja Henie, ki je 2 meseca starejša osvojila zlato na zimskih olimpijskih igrah leta 1928.
Nagano je prvič gostil ženski hokej, kjer so prvič v mednarodnih tekmah zmagale ZDA, ki so s 3-1 v finalu premagale večno tekmico Kanado. V moških ekipah se je zaradi prihoda NHL igralcev, kot so Wayne Gretzky, Eric Lindros, Patrick Roy, Mike Richter, ipd. pričakovala dominantnost ZDA in Kanade, vendar slednji niso osvojili niti kolajne. Češka je v finalu z 1-0 premagala Rusijo ter Finska, za bron, s 3-2 Kanado, kar je sprožilo veliko polemik okoli NHL igralcev v bodočih olimpijskih igrah, ki so prav tako po porazu s Češko v četrtfinalu, naredili za približno 2500€ škode v svojih olimpijskih sobah  Arhivirano 2005-02-08 na Wayback Machine..
Prva zmagovalca v deskanju na snegu sta postala Kanadčan Ross Rebagliati in Francozinja Karine Ruby.
Slovencev se je večinoma držala smola. Tako je biatlonka Andreja Grašič po celotnem vodstvu na 15 km posamično, grešila pri zadnjih strelih, kar jo je stalo stopničk, Jure Košir je po treh stotinkah zaostanka za tretjim mestom v prvi vožnji veleslaloma, zapravil priložnost v drugi vožnji. Prav tako ni uspelo osvojiti kolajne favoritu Primožu Peterki. Veliko je bilo tudi odstopov.

## Države udeleženke
Glej tudi: Slovenija na Zimskih olimpijskih igrah 1998
Iger se je udeležilo 72 držav, kar je za 5 več, kot na Zimskih olimpijskih igrah olimpijskih igrah 1994.
Zastavonoša Slovenije je bil smučarski skakalec Primož Peterka.
| - Ameriški Deviški otoki - Andora - Argentina - Armenija - Avstralija - Avstrija - Azerbajdžan - Belgija - Belorusija - Bermuda - Bolgarija - Bosna in Hercegovina - Brazilija - Ciper - Češka - Predloga:FlagiOC - Danska - Estonija | - Finska - Francija - Grčija - Gruzija - Hrvaška - Indija - Iran - Irska - Islandija - Italija - Izrael - Jamajka - Japonska - Jugoslavija - Južna Koreja - Južna Afrika - Kanada - Kazahstan | - Kenija - Kirgizistan - Kitajska - Latvija - Lihtenštajn - Litva - Luksemburg - Madžarska - Makedonija - Moldavija - Monako - Mongolija - Nemčija - Nizozemska - Norveška - Nova Zelandija - Poljska - Portoriko | - Portugalska - Romunija - Rusija - Severna Koreja - Slovaška - Slovenija - Španija - Švedska - Švica - Kitajski Tajpej - Trinidad in Tobago - Turčija - Ukrajina - Urugvaj - Uzbekistan - Združeno kraljestvo - Venezuela - ZDA |

Prvič so se iger udeležile:
- Azerbajdžan
- Kenija
- Severna Makedonija
- Urugvaj
- Venezuela